# Concert voor orkest nr. 4
Het Concert voor orkest nr. 4 “Rondedans” is een compositie van de verwesterde Rus Rodion Sjtsjedrin.

## Achtergrond
Sjtsjedrin kan sinds hij naar het westen trok leven van composities die bij hem besteld werden. Het New York Philharmonic kreeg bijvoorbeeld Concert voor orkest nr. 2 voor haar 125ste verjaardag en voerde het uit onder Leonard Bernstein, het Chicago Symphony Orchestra nr. 3 voor haar 100ste verjaardag en voerde het uit onder Lorin Maazel, de BBC bestelde nr. 5. De nummer 4 kwam tot stand na een verzoek van Suntori, dat een werk zocht voor het om uit te voeren door het Symfonieorkest van Tokyo in de Suntory Hall. Dirigent Naohiro Totsuka leidde het orkest op 2 november 1989 in de première.

## Muziek
Nummer 4 voerde Sjtsjedrin terug naar zijn geboorteplaats Aleksin aan de Oka. De basis voor het werk vond de componist in de ronde/lentedans, die traditie is in Slavische landen. Dat zou kunnen leiden tot het gebruik van Russische volksmuziek, maar Sjtsjedrin beweerde dat het zelf geschreven muziek bevat. Het werk bestaat uit slechts één deel, waarbij de diverse klankkleuren van het orkest tegen elkaar worden opgezet. Het werk is daarbij aangepast aan de Japanse muziek. Het begint met een altblokfluit (die zelden aanwezig is in een symfonieorkest) en twee dwarsfluiten, waarbij alleen de lucht in beweging wordt gebracht. De blokfluit speelt daarbij een volksmuziekachtig deuntje, dat zich langzaam door het orkest verspreid. De muziek wordt luider en luider. Halverwege het werk stort het door een decrescendo ineen en het begint opnieuw met een ander melodietje. Het werk eindigt met het eerste volkswijsje.
Het werk bereikte het westen pas na een opname uit 2009 via Naxos, waarbij vermeld werd, dat de componist toen huiscomponist was van het uitvoerend orkest (BSO). Het muziekblad Gramophone gaf in de recensie aan de voor hem zo bekende ritmes (tegen minimal music aan) en kleurrijke klank te herkennen, doch dat de blokfluit wel wat simpel klonk.   
Orkestratie:
- altblokfluit
- 4 dwarsfluiten (II en III ook piccolo, IV ook altfluit), 2 hobo’s,  1 althobo, 3 klarinetten (II ook esklarinet, III ook basklarinet), 3 fagotten
- 4 hoorns,  3 trompetten, 3 trombones, 1 tuba
- pauken, 5 man/vrouw percussie (van koebellen en champagneglazen tot vibrafoon), harp, cembalo, celesta/piano
- violen (16 eerste, 14 tweede), 12 altviolen, 10 celli, 8 contrabassen.